# Притомский (Мыски)
Прито́мский —  упразднённый рабочий посёлок Мысковского поссовета Кемеровской области России. В 1956 году включён в состав вновь образованного города Мыски. В настоящее время представляет собой отдалённый район города Мыски — Притомский или Мыски ГРЭС. 
В микрорайоне расположена железнодорожная станция Томусинская Западно-Сибирской железной дороги.

## География
Располагался на левом берегу реки Томи выше впадения в неё реки Черемза. 

## История
Посёлок возник в связи со строительством Томь-Усинской ГРЭС. Решением ОИК № 799 от 4 ноября 1954 г. вновь строящемуся посёлку присвоино наименование Притомский; тем же решением направлено прошение Президиуму ВС РСФСР об отнесении его к категории рабочих посёлков. Указом Президиума ВС РСФСР от 8 мая 1956 года рабочий посёлок Мыски преобразован в город областного подчинения с включением в его черту рабочего посёлка Притомский.